# Mur (piłka nożna)

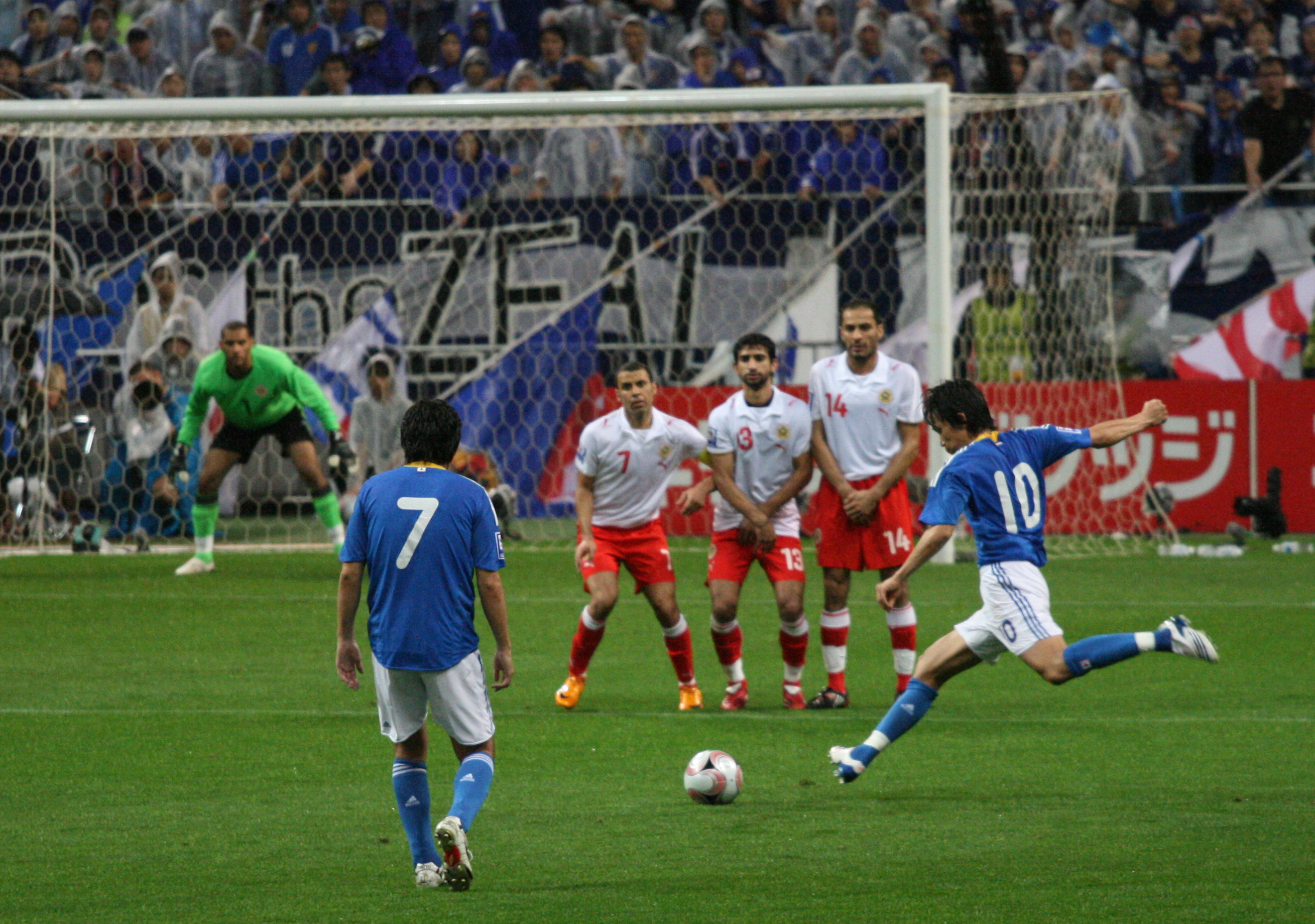
Mur składający się z trzech zawodników

Mur – w piłce nożnej grupa zawodników stojących podczas wykonywania rzutu wolnego w szeregu pomiędzy piłką a bramką. Ich zadaniem jest utrudnienie przeciwnikowi oddania bezpośredniego strzału na bramkę.

## Przepisy
Ustawienie zawodników reguluje 13. prawo przepisów piłki nożnej opracowanych przez FIFA. Mówi ono że:
- wszyscy zawodnicy drużyny przeciwnej muszą być w odległości co najmniej 9,15 m (tj. 10 jardów) od piłki do chwili wprowadzenia jej do gry.

Obrońcy mogą stać bliżej piłki tylko w przypadku rzutu wolnego wykonywanego w obrębie pola karnego, o ile stoją na własnej linii bramkowej pomiędzy słupkami bramki. O dokładnym ustawieniu muru decyduje sędzia. Jeśli któryś z zawodników drużyny niewykonującej rzutu wolnego w momencie wykonania tego rzutu znajdzie się w odległości bliższej niż 9,15 m, rzut wolny powinien być powtórzony.

## Praktyka
Ponieważ odległość muru od piłki wyznacza główny arbiter spotkania „na oko”, może się zdarzyć, że jest ona mniejsza lub większa niż oznaczone przepisami 9,15 m. Szczególnie widać to współcześnie dzięki nowoczesnej technice telewizyjnej, która pozwala na wyświetlenie na ekranie wirtualnego okręgu o promieniu równym 10 jardom i środku w miejscu piłki.

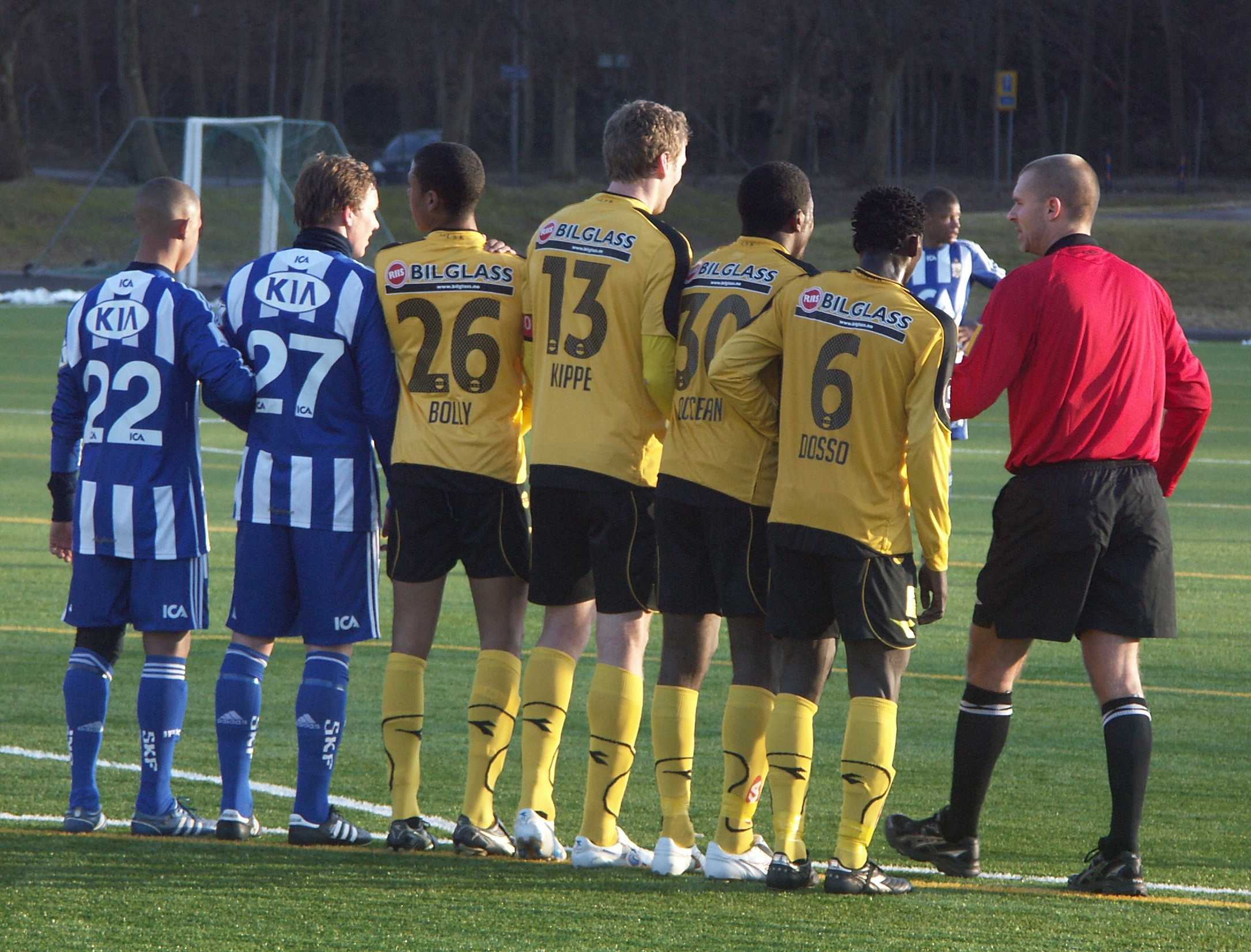
Mur z zawodnikami z obu drużyn

Odległość muru od piłki wyznacza sędzia, ale bezpośredni wpływ na jego ustawienie ma też bramkarz drużyny broniącej. Na ogół jeden ze skrajnych zawodników w murze przesuwa się w lewo bądź w prawo zgodnie ze wskazówkami bramkarza, pociągając za sobą kolegów. Bramkarz ustawia mur tak, by zasłaniał w przybliżeniu połowę jego bramki, samemu ustawiając się w drugiej jej części.
Przepisy nie regulują liczby zawodników stojących w murze. Na ogół jest ich od dwóch (w przypadku rzutów wolnych w odległości 30–40 m od bramki lub tych wykonywanych w okolicach narożnikach boiska) do sześciu–siedmiu (przy wolnych w bezpośrednim sąsiedztwie pola karnego). Gdy mur tworzy trzech lub więcej zawodników drużyny broniącej, wszyscy zawodnicy drużyny atakującej muszą pozostawać min 1 m od muru do momentu, gdy piłka jest w grze.